# نهار (آذغان)
نهار (بالفارسية: نهار) هي منطقة سكنية تقع في إيران في قسم آذغان الریفي. يقدر عدد سكانها بـ 289 نسمة .